# Voice of Angel
Voice of Angel è il dodicesimo album in studio della cantante giapponese Takako Ohta, pubblicato il 20 ottobre 2021.

## Panoramica
Il disco contiene 10 reinterpretazioni di alcuni suoi brani musicali pubblicati nei suoi dischi precedenti curate da ayU tokiO oltre a due canzoni inedite. Le illustrazioni dell'album sono curate da Akemi Takada, la character designer de L'incantevole Creamy.

## Tracce
1. Delicate ni sukishite (デリケートに好きして?) (Yoshiaki Furuta)
2. LOVE sarigenaku (LOVE さりげなく?) (testo: Yoshiko Miura – musica: Yuichiro Oda)
3. Beautiful shock (美衝撃(ビューティフル・ショック?) (testo: Tomoko Aran – musica: Tetsuro Oda)
4. Truth (Ken Takahashi)
5. Dai koi ai β (大・恋・愛 β?) (Inozume Dongfeng)
6. Anata ni ichiban kiku kusuri (あなたに一番効く薬?) (testo: Kumiko Tomoi – musica: Ryo Matsuda)
7. Gāruzu tōku (ガールズ・トーク?) (testo: Kumiko Tomoi – musica: Yuji Ozeki)
8. Bin kan rouge (BIN･KANルージュ?) (testo: Yuho Iwasato – musica: Toshio Kamei)
9. Heart no SEASON (ハートのSEASON?) (testo: Hisayoshi Onda – musica: Yuji Ozeki)
10. Machikado no Billy the Kid (街角のビリー・ザ・キッド?) (Ken Takahashi)
11. Tenshi no mirakuru (天使のミラクル?) (testo: Kumiko Tomoi – musica: Tetsuro Oda)
12. Mahō β (魔法 β?) (Inozume Dongfeng)